# Federação Argelina de Handebol
Federação Argelina de Handebol (em árabe: الاتحادية الجزائرية لكرة اليد, em francês:  Fédération Algérienne de Handball) (FAHB) é o órgão responsável pela organização dos eventos e representação dos atletas de handebol na Argélia. Foi fundada em 1962 e integra a Confederação Africana de Handebol (CAH) e a Federação Internacional de Handebol (FIH). Said Bouamra é o atual presidente da entidade argelina.

## Presidentes
| - 1963-1965: Amar Benbelkacem - 1965-1966: Mohamed Boubekeur - 1967-1968: Amar Benbelkacem - 1968-1972: Salah Brahimi - 1972-1975: Ali Amoura - 1976-1977: Allaoua Daksi - 1977-1980: Said Bouamra - 1980-1982: Mouloud Bendjellit | - 1982-1985: Said Bouamra - 1985-1986: Brahim Amrat - 1986-1989: Abderahmane Bouzidi - 1989-1997: Said Bouamra - 1997-1998: Noureddine Allal - 1998-2001: Mohamed Tahmi - 2001-0000: Dahmane Rahmouni |

## Competições

### Competições sênior masculinas
- Campeonato Argelino de Handebol (primeira divisão)
- Campeonato Argelino de Handebol D2 (segunda divisão)
- Copa Argelina de Handebol

### Competições sênior femininas
- Campeonato Argelino Feminino de Handebol
- Copa Argelina Feminina de Handebol